# Sibylle Marti
Sibylle Marti (* 1980) ist eine Schweizer Historikerin und Politikerin (SP). Seit 2015 ist sie Mitglied des Zürcher Kantonsrats.

## Ausbildung und Arbeit als Historikerin
Nach der Matura an der Neuen Kantonsschule Aarau studierte Sibylle Marti an der Universität Zürich Allgemeine Geschichte, Publizistik- und Politikwissenschaft. Anschliessend war sie von 2008 bis 2010 Geschäftsführerin des Zentrums Geschichte des Wissens der ETH und der Universität Zürich. Von 2010 bis 2015 arbeitete sie als wissenschaftliche Assistentin an der Forschungsstelle für Sozial- und Wirtschaftsgeschichte der Universität Zürich. Zudem verbrachte sie 2013/2014 acht Monate als Visiting Scholar an der University of Chicago. 2016 promovierte sie an der Universität Zürich; ihre Dissertation trägt den Titel Strahlen im Kalten Krieg. Nuklearer Alltag und atomarer Notfall in der Schweiz.
Seit 2016 arbeitet Marti für das Historische Institut der Fernuniversität in Hagen im Lehrgebiet «Geschichte der Europäischen Moderne»; zuerst als wissenschaftliche Mitarbeiterin, seit 2019 (nach einem Jahr Elternzeit) als Lehrbeauftragte. 2020/2021 weilte sie während 14 Monaten an der Humboldt-Universität zu Berlin, am Internationalen Geisteswissenschaftlichen Kolleg «Arbeit und Lebenslauf in globalgeschichtlicher Perspektive», als «Gast des Direktors». Seit 2021 ist Marti «SNF-Ambizione-Stipendiatin» am Historischen Institut der Universität Bern, Abteilung für Neueste Geschichte und Zeitgeschichte. Ihr Forschungsprojekt trägt den Arbeitstitel «Unsichtbar und unsicher. Eine Wissensgeschichte informeller und prekärer Arbeit seit 1970».

## Politik
Marti war von 2010 bis 2020 Co-Präsidentin der SP Zürich 3. Seit 2015 vertritt sie die SP der Kreise 3 (Wiedikon) und 9 der Stadt Zürich im Zürcher Kantonsrat. Von 2015 bis 2019 war sie Mitglied der Redaktionskommission, von 2019 bis 2022 der Kommission für Staat und Gemeinden. Seit 2022 ist sie als Co-Präsidentin der SP-Fraktion Mitglied der Interfraktionellen Konferenz sowie der Geschäftsleitung des Kantonsrats.

## Weitere Engagements
Marti ist Präsidentin der «Arche Zürich» und Vorstandsmitglied der «BIF Beratungsstelle für Frauen gegen Gewalt in Ehe und Partnerschaft».

## Publikationen (Auswahl)
Monografien
- Strahlen im Kalten Krieg. Nuklearer Alltag und atomarer Notfall in der Schweiz (= Krieg in der Geschichte. Band 114). Ferdinand Schöningh, Paderborn 2020, ISBN 978-3-5067-0443-6.
- mit Monika Dommann: Kriegsmaterial im Kalten Krieg. Rüstungsgüter in der Schweiz zwischen Militär, Industrie, Politik und Öffentlichkeit (= Itinera. Beiheft zur Schweizerischen Zeitschrift für Geschichte. Band 47). Schwabe, Basel 2020, ISBN 978-3-7965-4104-9.
- mit Niklaus Ingold und Dominic Studer: Strahlenmedizin. Krebstherapie, Forschung und Politik in der Schweiz, 1920–1990. Chronos, Zürich 2017, ISBN 978-3-0340-1413-7.

Herausgeberschaft
- mit David Eugster: Das Imaginäre des Kalten Krieges. Beiträge zu einer Kulturgeschichte des Ost-West-Konfliktes in Europa (= Frieden und Krieg. Beiträge zur Historischen Friedensforschung. Band 21). Klartext, Essen 2015, ISBN 978-3-8375-1275-5.

(Weitere Publikationen: Siehe unten, «Weblinks».)